# Valdemembra
Der Valdemembra ist ein 85 km langer Fluss der Iberischen Halbinsel und ein Nebenfluss des Júcar. Er verläuft durch die Region Manchuela, Kastilien-La Mancha.
Er entspringt in Solera de Gabaldón in der Provinz Cuenca und mündet in Valdeganga, Provinz Albacete in den Júcar. Auf seinem Weg durchquert er die Städte Almodóvar del Pinar, Motilla del Palancar, El Peral, Villanueva de la Jara, Quintanar del Rey und Tarazona de la Mancha.